# Château d'Angern
Le château d'Angern (Schloss Angern) est un château de Saxe-Anhalt situé à Angern dans l'arrondissement de Börde. Il appartient à la famille von der Schulenburg.

## Histoire
L'archevêque Othon, landgrave de Hesse, fait construire un château fort entouré de douves en 1341. Il appartient deux ans plus tard à Gerlof von Brunhorcz et vingt ans plus tard à Lüdecke von Grieben, vassal de cette famille à qui il emprunta le nom. Le chevalier Gebhard von Alvensleben en est le seigneur en 1373. Les bourgeois de Magdebourg assiègent le château en 1382, jusqu'à ce que Gebhard leur rende 400 marks d'argent. L'archevêque Albert IV de Magdebourg y demeure contre la somme de 900 marks aux bourgeois de Magdebourg. Il rénove le château fort.
Le château est acquis en 1392 par Henning de Rengerslage contre 800 florins de Bohême. Il change de propriétaires jusqu'à ce qu'au XVe siècle il soit obtenu par les frères von der Schulenburg des mains de l'archevêque de Magdebourg, Frédéric III de Bleichingen. Le château demeure aux mains de cette famille pendant près de cinq cents ans, jusqu'à ce qu'elle en soit expulsée après la Seconde Guerre mondiale. Le général Christoph Daniel von der Schulenburg construit le château actuel sur les fondations de l'ancien après 1738.
Le château est une école d'agriculture du temps de la république démocratique allemande. La famille von der Schulenburg devient à nouveau propriétaire du château à partir de 1997.

## Source
- (de) Historique du château